# Coppa di Lega 2023-2024 (pallavolo, Grecia)
La Coppa di Lega 2023-2024, 13ª edizione della Coppa di lega greca maschile di pallavolo, si è svolta dal 20 ottobre 2023 al 7 aprile 2024: al torneo hanno partecipato nove squadre di club greche e la vittoria finale è andata per la quarta volta, la terza consecutiva, al Panathīnaïkos.

## Regolamento
La formula ha previsto:
- Fase preliminare, dalla quale sono state esonerate le migliori sei formazioni della precedente Volley League, disputata con girone all'italiana, per un totale di due incontri per squadra: le prime due classificate hanno avuto accesso alla fase finale;
- Fase finale, disputata con quarti di finale e semifinali, disputati in gara unica, e finale, disputata con incontri di andata e ritorno; gli accoppiamenti sono stati stabiliti attraverso un sorteggio.

## Squadre partecipanti
| - Athlos Orestiadas - Foinikas Syro - Kalamata - Kīfisia - Milōn | - Olympiakos - Panathīnaïkos - PAOK - Pīgasos Polichnīs |

## Torneo

### Fase preliminare

#### Risultati
| 20 ottobre 2023 Kleisto Gymnastīrio Samaras, Orestiada Durata: 2h:17 - Spettatori: 300 | Athlos Orestiadas | 3 - 2 | Kalamata          | 25-21, 25-19, 23-25, 25-27, 15-9 |
| 21 ottobre 2023 Kleisto Gymnastīrio Samaras, Orestiada Durata: 2h:19 - Spettatori: 100 | Kalamata          | 2 - 3 | Pīgasos Polichnīs | 20-25, 25-21, 22-25, 25-23, 8-15 |
| 22 ottobre 2023 Kleisto Gymnastīrio Samaras, Orestiada Durata: 2h:16 - Spettatori: 300 | Athlos Orestiadas | 2 - 3 | Pīgasos Polichnīs | 25-19, 25-17, 18-25, 25-27, 9-15 |

#### Classifica
| Pos | Squadra           | Pt | G | V | P | SV | SP | Ratio | PF  | PS  | Ratio |
| --- | ----------------- | -- | - | - | - | -- | -- | ----- | --- | --- | ----- |
| 1   | Pīgasos Polichnīs | 4  | 2 | 2 | 0 | 6  | 4  | 1,500 | 212 | 202 | 1,050 |
| 2   | Athlos Orestiadas | 2  | 2 | 1 | 1 | 5  | 5  | 1,000 | 215 | 204 | 1,050 |
| 3   | Kalamata          | 0  | 2 | 0 | 2 | 4  | 6  | 0,670 | 201 | 222 | 0,910 |

      Qualificata alla fase finale.

### Fase finale
|  | Quarti di finale  | Quarti di finale |                   |               | Semifinali | Semifinali |  |  | Finale | Finale | Finale |  |
|  |                   |                  |                   |               |            |            |  |  |        |        |        |  |
|  | Foinikas Syro     | 1                |                   |               |            |            |  |  |        |        |        |  |
|  | Foinikas Syro     | 1                |                   |               |            |            |  |  |        |        |        |  |
|  | Kīfisia           | 3                |                   |               |            |            |  |  |        |        |        |  |
|  | Kīfisia           | 3                |                   | Kīfisia       | 0          |            |  |  |        |        |        |  |
|  |                   |                  |                   | Kīfisia       | 0          |            |  |  |        |        |        |  |
|  |                   |                  | PAOK              | 3             |            |            |  |  |        |        |        |  |
|  | PAOK              | 3                | PAOK              | 3             |            |            |  |  |        |        |        |  |
|  | PAOK              | 3                |                   |               |            |            |  |  |        |        |        |  |
|  | Athlos Orestiadas | 1                |                   |               |            |            |  |  |        |        |        |  |
|  | Athlos Orestiadas | 1                |                   | PAOK          | 0          | 3          |  |  |        |        |        |  |
|  |                   |                  |                   |               |            |            |  |  |        |        |        |  |
|  |                   |                  | Panathīnaïkos     | 3             | 2          |            |  |  |        |        |        |  |
|  | Pīgasos Polichnīs | 3                | Panathīnaïkos     | 3             | 2          |            |  |  |        |        |        |  |
|  | Pīgasos Polichnīs | 3                |                   |               |            |            |  |  |        |        |        |  |
|  | Milōn             | 1                |                   |               |            |            |  |  |        |        |        |  |
|  | Milōn             | 1                |                   | Panathīnaïkos | 3          |            |  |  |        |        |        |  |
|  |                   |                  |                   | Panathīnaïkos | 3          |            |  |  |        |        |        |  |
|  |                   |                  | Pīgasos Polichnīs | 1             |            |            |  |  |        |        |        |  |
|  | Olympiakos        | 0                | Pīgasos Polichnīs | 1             |            |            |  |  |        |        |        |  |
|  | Olympiakos        | 0                |                   |               |            |            |  |  |        |        |        |  |
|  | Panathīnaïkos     | 3                |                   |               |            |            |  |  |        |        |        |  |

#### Quarti di finale
| 15 novembre 2023 DAK Dīmītrios Vikelas, Ermopoli Durata: 1h:56 - Spettatori: 250         | Foinikas Syro     | 1 - 3 | Kīfisia           | 25-22, 19-25, 25-27, 18-25 |
| 7 dicembre 2023 Mikra National Athletic Center, Salonicco Durata: 1h:55 - Spettatori: 70 | PAOK              | 3 - 1 | Athlos Orestiadas | 25-17, 29-27, 26-28, 25-18 |
| 7 dicembre 2023 DAK Nikoladīs, Polichni Durata: 1h:47 - Spettatori: 90                   | Pīgasos Polichnīs | 3 - 1 | Milōn             | 20-25, 31-29, 25-22, 25-23 |
| 7 dicembre 2023 Melina Merkourī, Agios Ioannis Rentis Durata: ? - Spettatori: ?          | Olympiakos        | 0 - 3 | Panathīnaïkos     | 0-25, 0-25, 0-25           |

#### Semifinali
| 28 febbraio 2024 Kleisto Gymnastīrio Mets, Atene Durata: 1h:33 - Spettatori: 70 | Panathīnaïkos | 3 - 1 | Pīgasos Polichnīs | 25-22, 25-20, 17-25, 25-14 |
| 28 febbraio 2024 Iōannīs Zīrinīs, Kifisià Durata: 1h:19 - Spettatori: 150       | Kīfisia       | 0 - 3 | PAOK              | 15-25, 18-25, 22-25        |

#### Finale

##### Gara 1
| 4 aprile 2024 PAOK Sports Arena, Pylaia Durata: ? - Spettatori: 600 | PAOK | 0 - 3 | Panathīnaïkos | 23-25, 21-25, 21-25 |

##### Gara 2
| 7 aprile 2024 Kleisto Gymnastīrio Mets, Atene Durata: 2h:19 - Spettatori: 900 | Panathīnaïkos | 2 - 3 | PAOK | 29-27, 25-23, 24-26, 19-25, 11-15 |

## Statistiche
| Rendimento individuale | Rendimento individuale | Rendimento individuale | Rendimento individuale |
| Pos.                   | Nome                   | Punti                  | Squadra                |
| ---------------------- | ---------------------- | ---------------------- | ---------------------- |
| 1                      | Renan Buiatti          | 73                     | Athlos Orestiadas      |
| 2                      | Andrej Ristić          | 59                     | Athlos Orestiadas      |
| 2                      | Argyrīs Maurovouniōtīs | 59                     | Pīgasos Polichnīs      |
| 4                      | Rodrigo Ocampo         | 52                     | Kalamata               |
| 4                      | Maarten van Garderen   | 52                     | PAOK                   |

| Attacchi vincenti | Attacchi vincenti      | Attacchi vincenti | Attacchi vincenti |
| Pos.              | Nome                   | Punti             | Squadra           |
| ----------------- | ---------------------- | ----------------- | ----------------- |
| 1                 | Renan Buiatti          | 66                | Athlos Orestiadas |
| 2                 | Andrej Ristić          | 51                | Athlos Orestiadas |
| 3                 | Rodrigo Ocampo         | 49                | Kalamata          |
| 4                 | Argyrīs Maurovouniōtīs | 45                | Pīgasos Polichnīs |
| 5                 | Maarten van Garderen   | 42                | PAOK              |

| Muri vincenti | Muri vincenti          | Muri vincenti | Muri vincenti     |
| Pos.          | Nome                   | Punti         | Squadra           |
| ------------- | ---------------------- | ------------- | ----------------- |
| 1             | Argyrīs Maurovouniōtīs | 11            | Pīgasos Polichnīs |
| 2             | Anastasios Gatsīs      | 8             | PAOK              |
| 3             | Axel Truhtchev         | 7             | PAOK              |
| 3             | Dīmosthenīs Linardos   | 7             | PAOK              |
| 5             | Giannīs Takouridīs     | 6             | PAOK              |
| 5             | Eduardo Ramos          | 6             | Athlos Orestiadas |
| 5             | Nikos Alexakīs         | 6             | Athlos Orestiadas |

| Battute vincenti | Battute vincenti         | Battute vincenti | Battute vincenti  |
| Pos.             | Nome                     | Punti            | Squadra           |
| ---------------- | ------------------------ | ---------------- | ----------------- |
| 1                | Mohammadreza Beik        | 9                | Athlos Orestiadas |
| 2                | Axel Truhtchev           | 6                | PAOK              |
| 2                | Eduardo Ramos            | 6                | Athlos Orestiadas |
| 2                | Kōnstantinos Kapetanidīs | 6                | Pīgasos Polichnīs |
| 5                | Maarten van Garderen     | 5                | PAOK              |
| 5                | Gerasimos Kanellos       | 5                | Pīgasos Polichnīs |
| 5                | Stauros Kasampalīs       | 5                | Panathīnaïkos     |